# پائولا کوراتسی
پائولا کوراتسی (ایتالیایی: Paola Corazzi؛ زادهٔ ۱۹۴۹) بازیگر اهل ایتالیا است.
از فیلم‌هایی که وی در آن‌ها نقش داشته است، می‌توان به اردوگاه آزمایش‌های انسانی اس‌اس، کانتربری ممنوعه، دوشیزه‌ای در خانواده، شیاطین، دختر روستایی زیبا، در زیر پلکان باستانی، شگرد یک عشق، بازی‌های ممنوعه پیترو آرتینو، قصه‌های ممنوعه… دربارهٔ برهنگی و والری، ظاهر و باطن اشاره نمود.
پس از پایان بازیگری، او خود را وقف حرفه مدیریت تئاتر در شرکت نمایش «سیریو» کرد.